# Abwehr

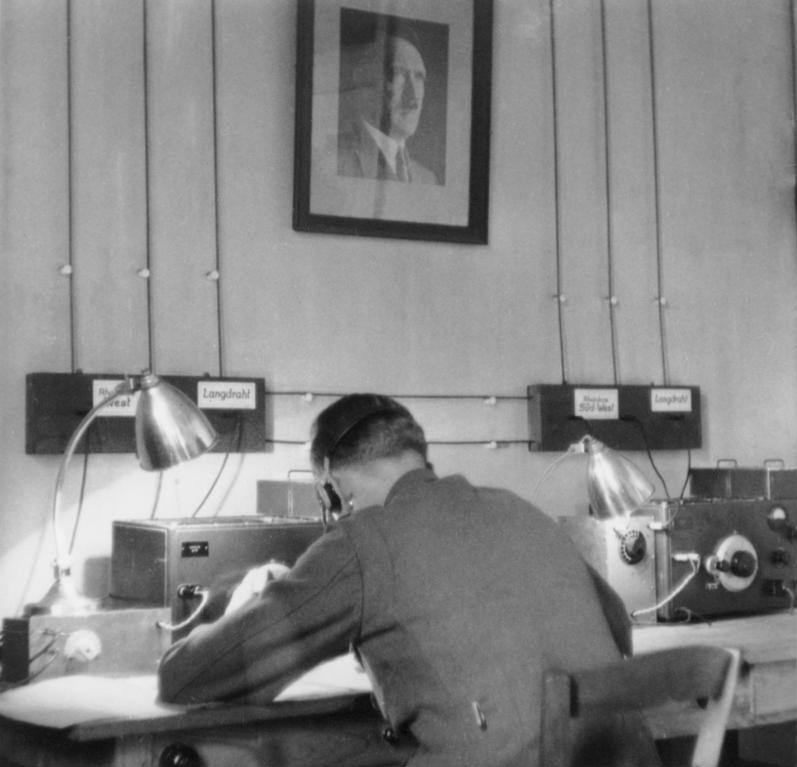
Serviço secreto de rádio na OKW (Amt Ausland/Abwehr).

Abwehr (em língua alemã: "defesa") nome do serviço de informação do exército alemão, ativo de 1920 a 1945.
Reportava-se diretamente ao OKW (Oberkommando der Wehrmacht), alto comando das forças armadas alemãs.
Era chefiado pelo almirante Wilhelm Canaris até 1944. Canaris foi detido por participar da resistência alemã, e posteriormente acusado de participar do atentado de 20 de Julho. Foi substituído por Walter Schellenberg.